# Isaak Brodski
Isaak Izrailevitch Brodski (em russo:  Исаак Израилевич Бродский; Sofievka, 6 de janeiro de 1884 – Leningrado, 14 de agosto de 1939) foi um pintor russo-ucraniano que destacou-se no realismo socialista e sobressaiu-se pelos seus retratos de Lenin e as suas obras idealizadas sobre a Guerra Civil Russa e a Revolução de Outubro.

## Biografia
Brodski nasceu em Sofievka (Ucrânia). Formou-se inicialmente na Academia de Arte de Odessa entre 1896 e 1902, e posteriormente na Academia Imperial de Artes de Petrogrado entre aquele ano e 1908. Em 1916 aderiu à Sociedade pela Promoção das Artes, mas continuou dedicando-se ao ensino. Após a revolução, entre 1932 e 1939 ministrou aulas no Instituto de Arte, Arquitetura e Escultura da cidade. Inclusive, dirigiu essa instituição entre 1932 e 1934, quando foi nomeado diretor da antiga Academia Imperial das Artes, naquele momento denominada já Academia de Artes da Rússia. Os seus alunos incluiram os célebres pintores russos Nikolai Timkov, Aleksandr Laktionov ou Iuri Neprintsev. A reputação de Brodski continuou a crescer desde aí: nomeado artista honorário da RSFS da Rússia, foi o primeiro pintor galardoado com a Ordem de Lenin. 
Nessa altura, Brodski era já um importante colecionista em posse de obras de alguns dos artistas máis destacados daqueles anos, como Vasili Surikov, Valentin Serov, Isaak Levitan, Mikhail Vrubel ou Boris Kustodiev. Após a sua morte, a sua coleção continua exibindo-se e a sua residência foi convertida em museu nacional.

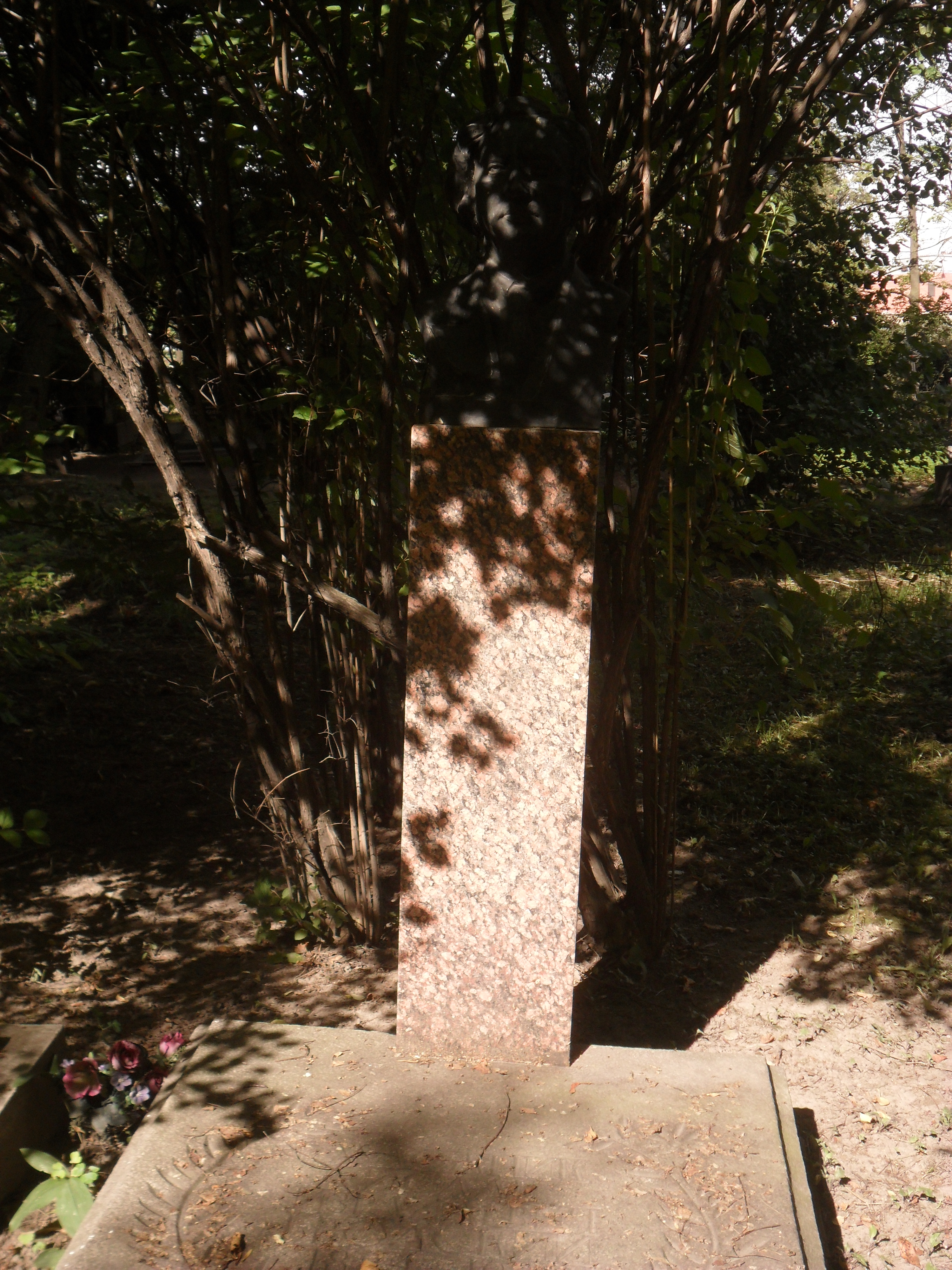
Sepultura no Cemitério de Volkovo

## Obra

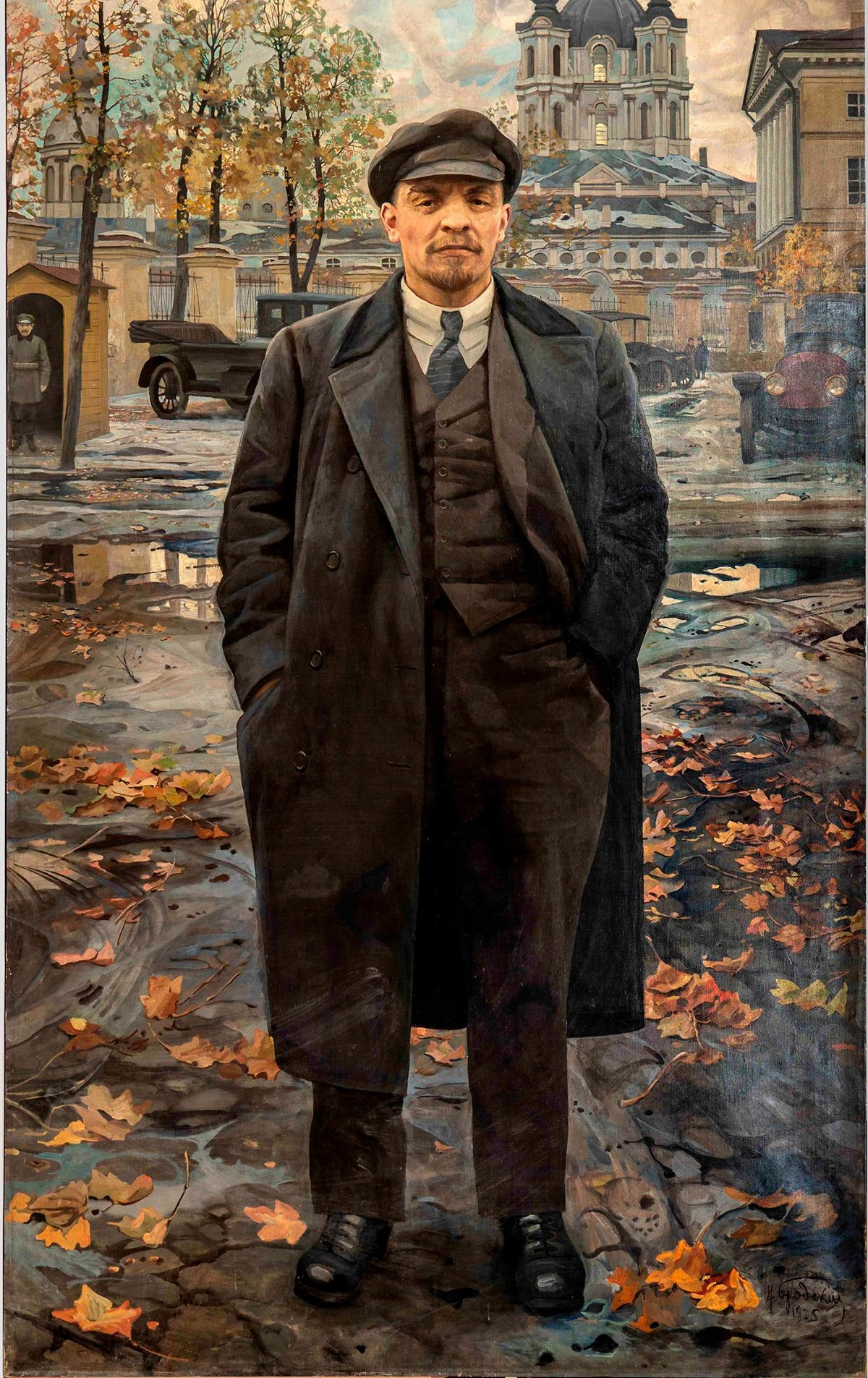
Lenin, retratado por Brodski.

A obra de Brodski inclui paisagens evocados pelo estilo poético do simbolismo e do art nouveau. Porém, Brodski destacou especialmente como exponente do realismo socialista, uma poética apoiada pelo governo frente aos experimentos estéticos das vanguardas. Por essa via, realizou retratos de importantes personalidades, como Lenin, que foram utilizadas com finalidade propagandística. 

## Biografia
- Goodman, S.T. (ed.): Russian Jewish artists in a Century of Change. 1890-1990. Prestel, Munich-New York, 1996.